# II. Szulejmán oszmán szultán
II. Szulejmán (Isztambul, 1642. április 15. – Drinápoly, 1691. június 22.), IV. Mehmed öccse, az Oszmán Birodalom szultánja 1687 és 1691 között.
A korábbi szakirodalom gyakran I. Szulejmánt (1494–1566) említi II. Szulejmán néven.

## Élete

### Ifjúkora
Szulejmán 1642. április 15-én született Ibrahim szultán fiaként. Bátyja, IV. Mehmed életében fogságban tartották, míg 1687-ben az ulemák felkelése emelte a trónra.

### Uralkodása
Elődjéhez hasonlóan alatta is folyt a magyarországi háború és uralkodása idején veszett el a legtöbb magyarországi török erősség. 1688-ban vesztette el Szulejmán Székesfehérvárt, Szendrőt és Nándorfehérvárt; Lajos badeni őrgróf pedig átkelt a Balkán-félszigetre és Bosznia és Szerbia tetemes részét is elfoglalta a törököktől.
1690-ben azonban a szultán a fogoly Thökölyt szabadon bocsátotta és pénzzel, hadsereggel a császáriak által szorongatott Erdély visszafoglalására küldte. Egyúttal az új, tehetséges nagyvezír, Köprülü Musztafa vette át Boszniában és Szerbiában a vezetést, aki onnan nemcsak a császáriakat szorította ki, hanem Nándorfehérvár falára is feltűzte újra a félholdat. Thököly is eleinte sikerrel járt, és a Zernestnél táborozó Teleki Mihály és Heister hadait legyőzte, és 1690. augusztus 25-én Erdély fejedelmévé választották. De azután fordult a kocka: Badeni Lajos Thökölyt Havasalföldre űzte, és 1691. augusztus 19-én Szalánkeménnél – már néhány héttel II. Szulejmán elhunyta után – a török fősereg fölött is megsemmisítő győzelmet aratott. Ebben az ütközetben esett el Köprülü Musztafa nagyvezír is. Nagyváradot 1691 késő őszén sikerrel megvédték, de 1692-ben ezt a várat is elvesztette a török.

### Halála
Szulejmán a nagy balkáni vereségek előtt 1691. június 22-én elhunyt. A trónon fivére, II. Ahmed követte.